# Hilton House (Perth and Kinross)
Hilton House ist ein Wohngebäude nahe der schottischen Stadt Perth in der Council Area Perth and Kinross. 1971 wurde das Bauwerk in die schottischen Denkmallisten in der höchsten Denkmalkategorie A aufgenommen.

## Beschreibung
Das Wohngebäude wurde im Jahre 1732 errichtet. Es ist bis heute mit außergewöhnlich wenigen Veränderungen erhalten.
Hilton House steht an der Hilton Junction, der Zusammenführung zweier Bahnstrecken vor einem Tunnel nach Perth, und nahe dem Verkehrsknoten zwischen der M90, der A90 und der A912 road rund 1,5 Kilometer südlich der südlichen Ausläufer Perths. Sein Mauerwerk besteht aus Bruchstein mit abgesetzten Natursteindetails. Die Fassaden sind mit Harl verputzt. An der nordexponierten Hauptfassade des zweistöckigen Wohngebäudes befindet sich die profiliert eingefasste Eingangstüre. Darüber ist eine Plakette eingelassen.